# Canta Carlos Argentino
Canta Carlos Argentino es el quinto álbum de larga duración completo de la Sonora Matancera, que entona ritmos de Cuba, grabado en 1957. Es el décimo segundo LP comercial de la agrupación, donde se incluyen doce números grabados en 1956 por el cantante argentino Carlos Argentino.

## Canciones
1. «Cerca del Río Grande»
2. «En el mar»
3. «Cuando tú seas mía»
4. «Sólo tengo un amor»
5. «De ti enamorado»
6. «Cha cha chá de los feos»
7. «¡Ay, cosita linda!»
8. «Apambichao»
9. «Cha cha chá internacional»
10. «En el Cachumbambé»
11. «Perdóname, vida»
12. «Tu rica boca»

- Datos: Q5747650